# Yes or Yes
Yes or Yes (estilizado como YES or YES) é o sexto extended play (EP) do grupo feminino sul-coreano Twice. O EP foi lançado em 5 de novembro de 2018 pela JYP Entertainment e é distribuído pela Iriver. Ele contém sete faixas, incluindo a faixa-título de mesmo nome e a versão coreana de "BDZ". As íntegrantes de Twice Jeongyeon, Chaeyoung e Jihyo também participaram da escrita de letras para três músicas do EP.
A reedição do EP, intitulada The Year of "Yes", foi lançada em 12 de dezembro de 2018.

## Antecedentes e lançamento
No início de outubro de 2018, anúncios com a frase "Você gosta de Twice? YES or YES" (hangul: "트와이스 좋아하세요? YES or YES") foram colocados em paineis publicitários de metrô, chamando a atenção online. Em 11 de outubro, a JYP Entertainment confirmou que Twice planejava lançar seu terceiro álbum coreano do ano em 5 de novembro. Yes or Yes foi revelado como o título do álbum em 20 de outubro e um vídeo especial comemorando o terceiro aniversário do Twice continha um pequeno clipe do single do álbum de mesmo nome.

## Composição
"Yes or Yes" foi composta por David Amber e Andy Love, com letras coreanas de Sim Eun-jee. David Amber co-compôs anteriormente "Heart Shaker" e Sim Eun-jee co-escreveu as letras de "Knock Knock". "Yes or Yes" foi descrito como uma canção "color pop" brilhante e animada no gênero synth-pop com influências da Motown, reggae e arena pop.  Liricamente, trata-se apenas de ser capaz de responder "sim" a uma confissão de amor.
As integrantes de Twice Jeongyeon, Chaeyoung e Jihyo são creditadas por escrever as letras de "LaLaLa", "Young & Wild" e "Sunset", respectivamente.  A faixa final do álbum é a versão coreana de "BDZ" do álbum japonês de mesmo nome.

## Promoção
Dois dias antes do lançamento do álbum, Twice apareceu no programa de televisão Knowing Bros e apresentou parte de "Yes or Yes" pela primeira vez. O grupo fez um concerto para o álbum em 5 de novembro no KBS Arena Hall em Gangseo-gu, Seul. A primeira apresentação televisionada de "Yes or Yes" foi no MBC Plus X Genie Music Awards 2018 em 6 de novembro. Twice também apareceu no Idol Room como parte da promoção do álbum.

## Desempenho comercial
Na Coreia do Sul, o álbum liderou a Gaon Album Chart, enquanto a faixa-título liderou a Gaon Digital Chart. Yes or Yes também foi o primeiro álbum coreano de Twice a ocupar o primeiro lugar na Oricon Albums Chart e Digital Albums Chart.

## Lista de faixas
| Yes or Yes     |                        |                                          |                                                   |                                       |         |  |
| N.º            | Título                 | Letras                                   | Música                                            | Arranjo                               | Duração |  |
| 1.             | "Yes or Yes"           | Sim Eun-jee                              | David Amber Andy Love                             | David Amber                           | 3:58    |  |
| 2.             | "Say You Love Me"      | Sophia Pae Secret Weapon                 | Sophia Pae Secret Weapon                          | Secret Weapon                         | 3:33    |  |
| 3.             | "LaLaLa"               | Jeongyeon                                | Albi Albertsson Akina Ingold                      | Mussashi (A. Albertsson)              | 3:06    |  |
| 4.             | "Young & Wild"         | Chaeyoung Kim Hyun-yoo (Flying Lab)      | Kim Petras CJ Abraham MkX                         | MkX                                   | 3:01    |  |
| 5.             | "Sunset"               | Jihyo                                    | Maria Marcus Lisa Desmond Fast Lane Secret Weapon | Secret Weapon                         | 3:43    |  |
| 6.             | "After Moon"           | Iggy (Oreo) C-no (Oreo) Woong Kim (Oreo) | Iggy (Oreo) C-no (Oreo) Woong Kim (Oreo)          | Woong Kim (Oreo)                      | 3:24    |  |
| 7.             | "BDZ" (versão coreana) | J.Y. Park "The Asiansoul"                | J.Y. Park "The Asiansoul"                         | J.Y. Park "The Asiansoul" Lee Hae-sol | 3:16    |  |
| Duração total: | Duração total:         | Duração total:                           | Duração total:                                    | Duração total:                        | 24:02   |  |

| The Year of "Yes" |                                                                                   |                                                         | |                                       |         |  |
| N.º               | Título                                                                            | Letras                                                  | Música | Arranjo                               | Duração |  |
| 1.                | "The Best Thing I Ever Did" (hangul: 올해 제일 잘한 일; rr: Olhae Jeil Jalhan Il) | J.Y. Park "The Asiansoul" Park Ji-min Jinri (Full8loom) | J.Y. Park "The Asiansoul" Park Ji-min Jinri (Full8loom) Glory Face (영광의얼굴들) (Full8loom) Sophia Pae Lee Woo-min "collapsedone" Justin Reinstein | J.Y. Park "The Asiansoul" Lee Hae-sol | 3:32    |  |
| 2.                | "Be as One" (versão coreana)                                                      | Lee Ha-jin Kim Seung-soo Choi Hyun-jun Risa Horie       | Kim Seung-soo Choi Hyun-jun | Kim Seung-soo Choi Hyun-jun           | 3:49    |  |
| 3.                | "Yes or Yes"                                                                      | Sim Eun-jee                                             | David Amber Andy Love | David Amber                           | 3:58    |  |
| 4.                | "Say You Love Me"                                                                 | Sophia Pae Secret Weapon                                | Sophia Pae Secret Weapon | Secret Weapon                         | 3:33    |  |
| 5.                | "LaLaLa"                                                                          | Jeongyeon                                               | Albi Albertsson Akina Ingold | Mussashi (A. Albertsson)              | 3:06    |  |
| 6.                | "Young & Wild"                                                                    | Chaeyoung Kim Hyun-yoo (Flying Lab)                     | Kim Petras CJ Abraham MkX | MkX                                   | 3:01    |  |
| 7.                | "Sunset"                                                                          | Jihyo                                                   | Maria Marcus Lisa Desmond Fast Lane Secret Weapon | Secret Weapon                         | 3:43    |  |
| 8.                | "After Moon"                                                                      | Iggy (Oreo) C-no (Oreo) Woong Kim (Oreo)                | Iggy (Oreo) C-no (Oreo) Woong Kim (Oreo) | Woong Kim (Oreo)                      | 3:24    |  |
| 9.                | "BDZ" (Versão coreana)                                                            | J.Y. Park "The Asiansoul"                               | J.Y. Park "The Asiansoul" | J.Y. Park "The Asiansoul" Lee Hae-sol | 3:16    |  |
| Duração total:    | Duração total:                                                                    | Duração total:                                          | Duração total: | Duração total:                        | 31:23   |  |

## Créditos
Créditos adaptados das notas do encarte do álbum.

### Locais
Gravação
- The Vibe Studio, Seul, Coreia do Sul ("Yes or Yes")
- 821 Sound, Seoul, Seul, Coreia do Sul ("Yes or Yes")
- Ingrid Studio, Seul, Coreia do Sul ("Yes or Yes", "Young & Wild")
- U Productions, Seul, Coreia do Sul ("Say You Love Me", "LaLaLa", "Young & Wild", "Sunset", "After Moon")
- Feeline Studio, Seul, Coreia do Sul ("Say You Love Me")
- MonoTree Studio, Seul, Coreia do Sul ("LaLaLa")
- Iconic Studio, Seul, Coreia do Sul ("Sunset")
- JYPE Studios, Seul, Coreia do Sul ("BDZ")

Mixagem
- Rcave Sound, Mixing ("Yes or Yes", "Say You Love Me", "LaLaLa", "Young & Wild", "Sunset", "After Moon")
- Mirrorball Studios, North Hollywood, Califórnia ("BDZ")

Masterização
- Sterling Sound, Cidade de Nova Iorque, Nova Iorque ("Yes or Yes", "BDZ")
- 821 Sound Mastering, Seul, Coreia do Sul ("Say You Love Me", "LaLaLa", "Young & Wild", "Sunset", "After Moon")

Fotografia
- Miss Yoon in Wonderland, Seul, Coreia do Sul

### Equipe
- J. Y. Park "The Asiansoul" – produtor, todos os instrumentos (em "BDZ")
- Lee Ji-young – direção e coordenação (A&R)
- Jang Ha-na – música (A&R)
- Kim Yeo-joo (Jane Kim) – música (A&R)
- Kim Ji-hyeong – produção (A&R)
- Cha Ji-yoon – produção (A&R)
- Kang Geon – produção (A&R)
- Hwang Hyun-joon – produção (A&R)
- Kim Bo-hyeon – design (A&R), direção da arte do álbumb e design, web design
- Kim Tae-eun – design (A&R), direção da arte do álbum, web design
- Seo Yeon-ah – design (A&R), web design
- Lee So-yeon – design (A&R), direção da arte do álbum e design
- Lee Ga-young – design (A&R), direção da arte do álbum e design, web design
- Choi Hye-jin – engenheiro de gravação (em "Yes or Yes", "Say You Love Me" e "Sunset")
- Eom Se-hee – engenheiro de gravação (em "Yes or Yes" and "BDZ")
- Jang Han-soo – engenheiro de gravação (em "After Moon")
- Lee Sang-yeop – engenheiro de gravação (em "LaLaLa" e "Young & Wild")
- Woo Min-jeong – engenheiro de gravação (em "Yes or Yes" e "Young & Wild")
- Sophia Pae – engenheiro de gravação, diretor vocal e vocais de fundo (em "Say You Love Me" e "Sunset")
- Choo Dae-kwon (MonoTree) – engenheiro de gravação, diretor vocal (em "LaLaLa")
- Kim Jeong – engenheiro de gravação (em "Sunset")
- Lee Tae-seop – engenheiro de mixagem (em "Yes or Yes", "Say You Love Me", "LaLaLa", "Sunset" e "After Moon")
- Lim Hong-jin – engenheiro de mixagem (em "Young & Wild")
- Tony Maserati – engenheiro de mixagem (em "BDZ")
- Kwon Nam-woo – engenheiro de mixagem (em "Say You Love Me", "LaLaLa", "Young & Wild", "Sunset" e "After Moon")
- Chris Gehringer – engenheiro de masterização (em "Yes or Yes" e "BDZ")
- Naive Production – diretor de vídeo
- Kim Young-jo – produtor executivo de vídeo
- Yoo Seung-woo – produtor executivo de vídeo
- Choi Pyeong-gang – co-produtor de vídeo
- Kwak Gi-gon at TEO Agency – fotógrafo
- Ahn Yeon-hoo – fotógrafo
- Son Eun-hee at Lulu – diretor de cabelo
- Jung Nan-young at Lulu – diretora de cabelo
- Choi Ji-young at Lulu – diretora de cabelo
- Im Jin-hee at Lulu – diretora de cabelo
- Jo Sang-ki at Lulu – diretora de maquiagem
- Jeon Dal-lae at Lulu – diretora de maquiagem
- Zia at Lulu – diretora de maquiagem
- Won Jung-yo at Bit&Boot – diretora de maquiagem
- Choi Su-ji at Bit&Boot – diretora de maquiagem
- Oh Yu-ra – diretora de estilo
- Shin Hyun-kuk – diretor de gestão e marketing
- Daseul Kim – coreógrafo
- Today Art – impressão
- David Amber – programação, teclados, guitarras (em "Yes or Yes")
- Sim Eun-jee – diretor vocal (em "Yes or Yes")
- Twice – vocais de fundo (em "Yes or Yes" e "BDZ")
- Kwon Seon-young – vocais de fundo (em "Yes or Yes" e "Young & Wild")
- Jeong Yu-ra at Anemone Studio – editor digital (em "Yes or Yes" e "Young & Wild")
- Secret Weapon – todos os instrumentos, programação de computador (em "Say You Love Me" e "Sunset")
- Jiyoung Shin NYC – editor adicional (em "Say You Love Me", "LaLaLa", "Sunset" e "BDZ")
- Albi Albertsson – todos os instrumentos, programação de computador (em "LaLaLa")
- Yoo Young-jin – vocais de fundo (em "LaLaLa")
- Doko – diretor vocal, vocais de fundo (em "Young & Wild")
- Kim Woong – bateria, baixo, sintetizador, piano (em "After Moon")
- Kim So-ri – vocais de fundo (em "After Moon")
- Moon Soo-jeong – editor digital (em "After Moon")
- Lee Hae-sol – todos os instrumentos, programação de computador (em "BDZ")
- Jung Jae-pil – guitarra (em "BDZ")
- Dr. Jo – diretor vocal (em "BDZ")

## Desempenho nas tabelas
| Tabela musical (2018)                            | Melhor posição |
| ------------------------------------------------ | -------------- |
| Coreia do Sul (Gaon)                             | 1              |
| Estados Unidos (Heatseekers Albums da Billboard) | 13             |
| Estados Unidos (World Albums da Billboard)       | 7              |
| França (SNEP)                                    | 125            |
| Japão (Hot Albums da Billboard Japan)            | 7              |
| Japão (Albums da Oricon)                         | 1              |
| Japão (Digital Albums da Oricon)                 | 1              |

| Tabela musical (2018)    | Posição |
| ------------------------ | ------- |
| Coreia do Sul (Gaon)     | 15      |
| Japão (Albums da Oricon) | 60      |

| Tabela musical (2019)    | Posição |
| ------------------------ | ------- |
| Japão (Albums da Oricon) | 46      |

### The Year of "Yes"
| Tabela musical (2018)           | Melhor posição |
| ------------------------------- | -------------- |
| Coreia do Sul (Gaon)            | 2              |
| Japão (Hot Albums da Billboard) | 72             |

| Tabela musical (2018) | Posição |
| --------------------- | ------- |
| Coreia do Sul (Gaon)  | 23      |

## Certificações
| Região                                  | Certificação | Unidades/vendas |
| --------------------------------------- | ------------ | --------------- |
| Coreia do Sul (KMCA)                    | Platina      | 250,000*        |
| *vendas baseadas apenas na certificação |              |                 |

## Reconhecimentos

### Prêmios e indicações
| Ano  | Premiação               | Categoria                   | Resultado | Ref.   |
| ---- | ----------------------- | --------------------------- | --------- | ------ |
| 2019 | Gaon Chart Music Awards | Álbum do Ano - 4º Trimestre | Indicado  | [ 28 ] |

## Histórico de lançamento
| Região         | Data               | Formato   | Distribuidor | Ref.   |
| -------------- | ------------------ | --------- | ------------ | ------ |
| Estados Unidos | 1 de março de 2020 | streaming | JYP Republic | [ 29 ] |